# New Hope (Geòrgia)
New Hope és una comunitat d'una àrea no incorporada al comtat de Paulding (Geòrgia, Estats Units). Antigament considerada una zona rural, New Hope és ara un suburbi d'Atlanta, situat a la cruïlla de les autopistes Dallas-Acworth i East Paulding Drive/Old Cartersville Road, tot i que el seu codi postal forma part de la ciutat de Dallas.
La Batalla de New Hope Church (del 25 al 26 de maig de 1864) entre l'exèrcit de la Unió sota el comandament del general William T. Sherman i l'exèrcit Confederat de Tennessee dirigit pel general Joseph E. Johnston durant la campanya d'Atlanta de la Guerra Civil Americana, va tenir com a escenari aquesta zona.
El 4 d'abril de 1977, el vol 242 de Southern Airways es va estavellar a New Hope després de fer un aterratge d'emergència a l'autopista de Dallas-Acworth. Els residents locals i les famílies de les víctimes van formar l'organització sense ànim de lucre, New Hope Memorial Flight 242. El març de 2015, l'organització va anunciar plans per construir un monument permanent. El 4 d'abril de 2021 es va inaugurar el monument per recordar a les víctimes de l'accident.